# ウォーレン・オーツ
ウォーレン・オーツ（Warren Oates、1928年7月5日 - 1982年4月3日）はアメリカ合衆国ケンタッキー州出身の俳優。サム・ペキンパー作品で有名。
1982年には『パイオニアカロッツェリア(カーステレオシステム)』のCMに出演していた。
遺作となった『ブルーサンダー』には「ウオーレンオーツに捧ぐ」という献辞文がテロップされている。

## 略歴
初期のキャリア
サム・ペキンパーと共に
劇場映画では『昼下りの決闘』（1962年）がペキンパー監督との初仕事で、以後『ダンディー少佐』（1965年）、『ワイルドバンチ』（1969年）と徐々に役柄が大きくなり、『ガルシアの首』（1974年）では遂に主役の座を射止めた。
キャリアの円熟期
外国映画への出演
1977年には米国で初めて公開されたと言われるニュージーランド映画『テロリストたちの夜/自由への挽歌』（未/テレビ放映/ビデオ）に出演した。監督は後にハリウッド映画へ進出したロジャー・ドナルドスンで、サム・ニールも共演していた。
マカロニ・ウエスタン『チャイナ9、リバティ37』（1978年/未ソフト化）にファビオ・テスティとジェニー・アガターと共に主演した。オーツの役どころは若い妻を寝取られる年配のカウボーイ役だった。また、盟友関係のサム・ペキンパー監督もゲスト的に出演しており、｢新人｣としてクレジットされている。監督は『断絶』（1971年）でも組んだモンテ・ヘルマン。

## 主な出演作品
| 公開年 | 邦題 原題                                                                      | 役名                       | 備考                 |
| ------ | ------------------------------------------------------------------------------ | -------------------------- | -------------------- |
| 1959   | 潜望鏡を上げろ Up Periscope                                                    | コヴァック                 |                      |
| 1959   | イエローストン砦 Yellowstone Kelly                                             | 伍長                       |                      |
| 1962   | 昼下りの決斗 Ride the High Country                                             | ヘンリー・ハモンド         |                      |
| 1964   | モンタナの西 Mail Order Bride                                                  | Jace                       |                      |
| 1965   | ダンディー少佐 Major Dundee                                                    | O・W・ハドリー             |                      |
| 1966   | 続・荒野の七人 Return of the Seven                                             | コルビー                   |                      |
| 1966   | 銃撃 The Shooting                                                              | ウィル・ガシェイド         |                      |
| 1967   | 夜の大捜査線 In the Heat of the Night                                          | サム・ウッド               |                      |
| 1968   | 汚れた七人 The Split                                                           | マーティ                   |                      |
| 1968   | 男ひとたび立てば Something for a Lonely Man                                    | アンガス                   | テレビ映画           |
| 1969   | ワイルドバンチ The Wild Bunch                                                  | ライル・ゴーチ             |                      |
| 1970   | 赤い暗闇 The Movie Murderer                                                    | アルフレッド・フィッシャー | テレビ映画           |
| 1970   | 鷲と鷹 Barquero                                                                | レミー                     |                      |
| 1971   | 断絶 Two-Lane Blacktop                                                         | G.T.O                      |                      |
| 1971   | さすらいのカウボーイ The Hired Hand                                            | アーチ・ハリス             |                      |
| 1973   | おかしなおかしな大泥棒 The Thief Who Came to Dinner                            | デイヴ・ライリー           |                      |
| 1973   | トム・ソーヤーの冒険 Tom Sawyer                                                | マフ・ポッター             |                      |
| 1973   | デリンジャー Dillinger                                                         | ジョン・デリンジャー       |                      |
| 1973   | おたずね者キッド・ブルー/逃亡!列車強盗 Kid Blue                                | リース・フォード           |                      |
| 1973   | 地獄の逃避行 Badlands                                                          | ホリーの父親               |                      |
| 1974   | ガルシアの首 Bring Me the Head of Alfredo Garcia                               | ベニー                     |                      |
| 1974   | コックファイター Cockfighter                                                   | フランク・マンスフィールド |                      |
| 1975   | 悪魔の追跡 Race With the Devil                                                 | フランク・スチュワート     |                      |
| 1976   | ウーマン・リベンジャー/復讐の美女姉妹体当りスーパーバイオレンス Dixie Dynamite | マックス                   |                      |
| 1976   | ドラム Drum                                                                    | ハモンド・マクスウェル     |                      |
| 1977   | テロリストたちの夜/自由への挽歌 Sleeping Dogs                                  | ウィロビー                 |                      |
| 1978   | ブリンクス The Brink's Job                                                     | スペッキー・オキーフ       |                      |
| 1979   | 1941                                                                           | マッドマン・マドックス大佐 |                      |
| 1981   | エデンの東 East of Eden                                                        | サイラス・トラスク         | テレビ・ミニシリーズ |
| 1981   | パラダイス・アーミー Stripes                                                   | ハルカ軍曹                 |                      |
| 1982   | ボーダー The Border                                                            | レッド                     |                      |
| 1982   | 引き裂かれた祖国/ブルー&グレイ The Blue and the Gray                           | ウェルズ                   | テレビ・ミニシリーズ |
| 1983   | ブルーサンダー Blue Thunder                                                    | ジャック・ブラドック警部   |                      |
| 1983   | ザ・ファイト Tough Enough                                                      | ジェームズ                 |                      |